# Enrique Rossl Link
Enrique Roberto Rössl Link (Lima, ) fue un ingeniero agrónomo peruano. Se desempeñó como Ministro de Agricultura en el Gobierno de Alberto Fujimori desde octubre de 1990 hasta su censura en diciembre de 1991.

## Biografía
Estudió ingeniería agrónoma en la Universidad Nacional Agraria La Molina, en la que se graduó en 1961. 
Fue Director Ejecutivo de la Fundación de Desarrollo Agrario de la Universidad Nacional Agraria La Molina. 
El 23 de octubre de 1990, fue nombrado como Ministro de Agricultura por el presidente Alberto Fujimori. Como tal, participó en la X Conferencia Interamericana de Ministros de Agricultura realizada en Madrid, España. 
En noviembre de 1991 fue interpelado por la Cámara de Diputados debido a las críticas a su gestión. La interpelación se realizó el día martes 19 de noviembre y duró hasta la madrugada del día 20. Tras ello, diversos diputados presentaron una moción de censura para el ministro Rossl, la cual fue aprobada el día 3 de diciembre con 114 votos a favor y 38 en contra. 
Rossl renunció al cargo y días después Fujimori aceptó su renuncia y nombró como Ministro a Gustavo González Prieto.
En septiembre de 1992, fue designado como Embajador del Perú en Italia y representante Permanente del Perú ante la Organización de las Naciones Unidas para la Alimentación y la Agricultura (FAO). Permaneció en el puesto diplomático hasta julio de 1995.
Fue catedrático en la Universidad Nacional Agraria La Molina.